# Carcere di Sollicciano
Il carcere di Sollicciano è il principale istituto di detenzione di Firenze dal 1983 dopo la dismissione del carcere delle Murate. Si trova in via Girolamo Minervini 2/r, nell'omonimo quartiere nella parte sud-ovest della città ai confini con la città di Scandicci. 
Il tribunale ed ufficio di sorveglianza competenti sono quelli di Firenze.

## Struttura
La pianta del complesso è ispirata al giglio di Firenze, e la parte all'aperto è dedicata alle attività sportive. Nella zona di ingresso del complesso, è presente l'area di rilascio colloqui, l'area delle pubbliche relazioni e l'area educativa. Gli altri uffici dell'area amministrativa e la direzione si trovano al primo piano. Dietro la zona degli uffici si forma una Y ad ali incurvate concave, che ospita i settori del penale e del giudiziario.

## Dati
Nel 2016 il numero di detenuti è di 709 unità, anche se la capienza regolamentare è di 494. La polizia penitenziaria è formata da 486 persone contro le 696 previste. Sono presenti 9 educatori e 30 amministrativi  contro i 52 previsti.